# Pathum Thani (Provinz)
Pathum Thani (Thai: ปทุมธานี, Aussprache pā.tʰūm tʰāːnīː) ist eine Provinz (Changwat) in der Zentralregion von Thailand.
Die Provinzhauptstadt heißt auch Pathum Thani, die mit Abstand größte Stadt ist aber Rangsit.

## Geographie
Die Provinz Pathum Thani liegt in der zentralen Tiefebene des Mae Nam Chao Phraya (Chao-Phraya-Fluss). Die gesamte Provinz wird von einem Netz von künstlichen Kanälen (Khlongs) durchzogen, die sowohl die zahlreichen Reisfelder bewässern, aber auch als Transportweg dienen.
Die Provinz liegt direkt nördlich von Bangkok und ist ein Teil der Bangkok Metropolitan Region. Die Provinz Pathum Thani ist ein Beispiel für das stadt- und entwicklungsgeographische Konzept Desakota. Dieses beschreibt Regionen, die weder rein urban, noch rein landwirtschaftlich geprägt sind, sondern in denen beide Nutzungsformen nebeneinander vorkommen und intensiv miteinander vermischt sind. Dabei nimmt die ursprünglich überwiegende landwirtschaftliche Nutzung rapide ab, während die Industrialisierung rasch voranschreitet. Besonders stark ist die Zersiedelung und Industrialisierung beiderseits der Thanon Phahonyothin, der nördlichen Hauptausfallstraße Bangkoks („nördlicher Korridor“) vorangeschritten. Unter anderem haben sich hier Unternehmen der Hightech-Industrie angesiedelt. Die dadurch entstandenen Arbeitsplätze haben massenhaft inländische Arbeitsmigranten aus weniger entwickelten Regionen Thailands angelockt, insbesondere junge Frauen.
| Norden | Phra Nakhon Si Ayutthaya, Saraburi |
| Osten  | Nakhon Nayok, Chachoengsao         |
| Süden  | Bangkok (Krung Thep Maha Nakhon)   |
| Westen | Nonthaburi                         |

## Geschichte

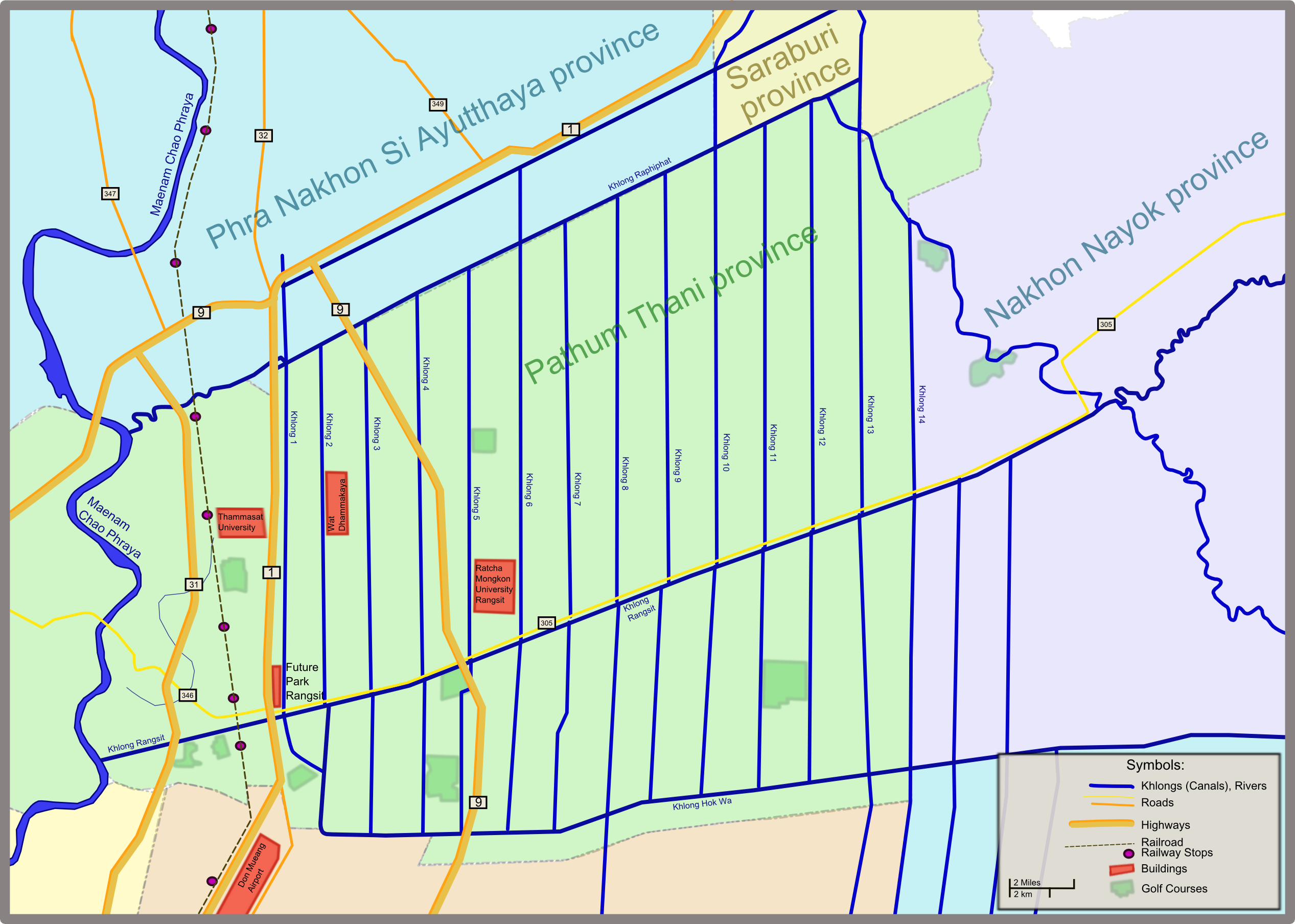
Kanalsystem um Khlong Rangsit im östlichen Teil der Provinz

Um 1650 siedelten sich hier Mon an, die aus Martaban im heutigen Birma stammten. Ursprünglich hieß der Ort Sam Khok. 1815 besuchte König Rama II. den Ort und die Menschen hier brachten ihm viele Lotosblumen als Geschenk. Dies veranlasste den König, den Namen der Stadt in Pathum Thani, d. h. „Stadt des Lotos“, zu ändern.
In den 1890er-Jahren legte die Siam Land, Canals, and Irrigation Company mit Förderung des damaligen Königs Rama V. (Chulalongkorn) im Rangsit-Gebiet, dem östlichen Teil der Provinz (heutige Amphoe Khlong Luang, Thanyaburi, Nong Suea, Lam Luk Ka), das zur damaligen Zeit modernste Bewässerungssystem des Landes an, dessen Hauptader der Rangsit-Kanal ist. Dadurch wurde der Raum zu einem der produktivsten Reisanbaugebiete, die Bangkoker Elite investierte in Grundstücke und Landwirte und Arbeitskräfte strömten aus anderen Landesteilen hierher, um die Felder bearbeiten.
In den 1970er- und 80er-Jahren wurde das Gebiet der Provinz dann im Rahmen der fortschreitenden Industrialisierung Thailands und dem explosionsartigen Wachstum Bangkoks zu einem bedeutenden Industriestandort. Ende der 1980er-Jahre wichen dann auch Bildungseinrichtungen wegen Platzmangels von Bangkok hierher aus. So verlegte die Thammasat-Universität zunächst nur die ingenieur- und naturwissenschaftlichen Fakultäten, inzwischen aber ihren ganzen Lehrbetrieb (mit Ausnahme einiger Aufbaustudiengänge) auf ihren Rangsit-Campus. Hinzu kommt eine Reihe von Privatuniversitäten. Mit dem Thailand Science Park und einer Reihe staatlicher Forschungszentren entwickelte die Regierung die Provinz anschließend zu einem landesweiten Zentrum von Wissenschaft und Technologie.

## Bevölkerung
Gemäß der Daten der Volkszählung von 2000 waren 99,7 % der Einwohner thailändische Staatsbürger. 96,3 % waren Buddhisten, 2,9 % Muslime. 52,6 % der Bewohner waren nicht in Pathum Thani geboren, sondern aus einer anderen Provinz zugezogen.

## Wirtschaft
Das Gross Provincial Product betrug 2011 285,45 Milliarden Baht, das entspricht 340.479 Baht pro Einwohner.
Die am stärksten zur Wirtschaftsleistung beitragenden Branchen waren im Jahr 2011 das herstellende Gewerbe (176,313 Mrd. Baht), Groß- und Einzelhandel (39,372 Mrd. Baht), Immobilienwirtschaft (12,599 Mrd. Baht) und Finanzwirtschaft (8,606 Mrd. Baht).
Der Anteil der in der Landwirtschaft tätigen Bevölkerung sank zwischen 1990 und 2000 von 27,5 auf 14 %.

### Industrieparks
- Navanakorn (Nawa Nakhon) Industrial Promotion Zone (5,6 km²)
- Bang Kadi Industrial Park (1,9 km²)
- Techno Thani, eine „Technology City“ des Ministry of Science and Technology

### Konsum und Freizeit
In Rangsit (Amphoe Thanyaburi), direkt an der Thanon Phahonyothin, befindet sich der Futurepark, das größte Einkaufszentrum Thailands. Im gleichen Landkreis befindet sich der Freizeitpark Dream World.

## Wissenschaftliche Einrichtungen
In Pathumthani sind viele akademische Ausbildungs- und Forschungs-Anstalten besonders auf dem Gebiet der technischen Wissenschaften und moderner Technologie beheimatet. Die Provinz strebt danach, das Bildungs- und Technologie-Zentrum der Umgebung zu werden.

### Akademische Einrichtungen
- National Science Museum
- Asian Institute of Technology
- Bangkok-Universität
- Eastern Asia University
- Pathumthani-Universität
- Rajamangala University of Technology
- Rangsit-Universität
- Shinawatra-Universität
- Sirindhorn International Institute of Technology
- Thammasat-Universität

### Forschungseinrichtungen
- Thailand Science Park
- National Science and Technology Development Agency (NSTDA)
- National Center for Genetic Engineering and Biotechnology (BIOTEC)
- National Metal and Materials Technology Center (MTEC)
- National Nanotechnology Center (NANOTEC)
- National Electronics and Computer Technology Center (NECTEC)
- Thai Microelectronics Center (TMEC)
- Thailand Institute of Scientific and Technological Research (TISTR)

## Religion
Im Amphoe Khlong Luang befindet sich der Wat Phra Dhammakaya, der größte Tempel Thailands und Zentrum der inzwischen international verbreiteten Dhammakaya-Stiftung.

## Wappen
Das Wappen der Provinz zeigt eine rosa Lotosblüte, die von zwei Reis-Ähren eingerahmt ist. Beide Symbole stehen für die Fruchtbarkeit der Gegend.
Der Baum der Provinz ist der Korallenstrauch (Erythrina variegata), die lokale Blume ist der Tigerlotus (Nymphaea lotus).
Der Wahlspruch der Provinz Pathum Thani lautet:
„Die Stadt der scharf gewürzten Hummer,
Nudeln werden in Booten verkauft und sind gut zu probieren,
Das Land der süßen Mandarinen,
Die Palmfrucht namens Lorn Tahn ist angenehm und frisch.“

## Verwaltung
Die Provinz ist unterteilt in sieben Kreise (Amphoe), 60 Gemeinden (Tambon) und 529 Dörfer (Muban).
| \| Nr. \| Amphoe-Name \| Thai \| \| --- \| ------------------- \| --------------- \| \| 1. \| Mueang Pathum Thani \| อำเภอเมืองปทุมธานี \| \| 2. \| Khlong Luang \| อำเภอคลองหลวง \| \| 3. \| Thanyaburi \| อำเภอธัญบุรี \| \| 4. \| Nong Suea \| อำเภอหนองเสือ \| \| 5. \| Lat Lum Kaeo \| อำเภอลาดหลุมแก้ว \| \| 6. \| Lam Luk Ka \| อำเภอลำลูกกา \| \| 7. \| Sam Khok \| อำเภอสามโคก \| |                     |                 |
| Nr. | Amphoe-Name         | Thai            |
| 1. | Mueang Pathum Thani | อำเภอเมืองปทุมธานี |
| 2. | Khlong Luang        | อำเภอคลองหลวง   |
| 3. | Thanyaburi          | อำเภอธัญบุรี       |
| 4. | Nong Suea           | อำเภอหนองเสือ    |
| 5. | Lat Lum Kaeo        | อำเภอลาดหลุมแก้ว  |
| 6. | Lam Luk Ka          | อำเภอลำลูกกา     |
| 7. | Sam Khok            | อำเภอสามโคก     |